# Schaduwland
Schaduwland is een stripreeks van striptekenaar Benoît Springer en scenarioschrijver Christophe Gibelin. De reeks maakt deel uit van de collectie Talent uitgave luxe en bestaat uit drie delen die door uitgeverij Talent uitgegeven werden in de periode 1996 tot 2001. De reeks vormt een afgerond fantasyverhaal en kent enkele originele grafische trucs. Zo spreekt een van de twee hoofdpersonen enkel in beeldtaal en gebruikt tekenaar Springer voor de flashbacks van de andere hoofdpersoon een compleet andere tekenstijl.

## Verhaal
Schaduwland is een fantasy reeks dat zich afspeelt op een imaginaire wereld. De hoofdpersonen in deze reeks zijn Lïda en Miecq, twee struikrovers die in hun levensonderhoud voorzien door voorbij trekkende handelsreizigers te overvallen. Sinds er een oorlog is losgebarsten tussen keizer Suy Tramahl en koning Zynski komen er maar weinig handelsreizigers langs de moerassen waar de twee verblijven. Daarom besluiten ze om naar het hoofdstad van keizerrijk te verkassen.
In de oorlog tussen de twee rijken lijkt de keizer de bovenhand te hebben sinds deze de steun krijgt van Abishag, een met demonische krachten begiftigde vrouw. Abishag plaatst stenen monsters in de richting van de voorste legertroepen van de keizer. Aan haar hulpje Salem geeft ze een dubbele opdracht: een koffertje afleveren aan de keizer en eentje aan de koning. Met verschillende inhoud uiteraard... En dan wordt de dochter van de keizer ontvoerd, wat hem nog dieper de put in duwt, zeker nu de monsters van Abishag voor de keizerlijke muren staan... Lïda en Miecq worden tegen wil en dank in de oorlog betrokken en moeten hun vege lijf zien te redden.

## Albums
| Nummer | Titel          | Verschenen | Uitgeverij         |
| ------ | -------------- | ---------- | ------------------ |
| 1      | Ogen van steen | 1996       | uitgeverij Talent, |
| 2      | Breuklijnen    | 1997       | uitgeverij Talent  |
| 3      | Nimf           | 2001       | uitgeverij Talent  |